# بیت زبرگ
بیت زبرگ (اسپانیایی: Beat Zberg‎؛ زادهٔ ۱۰ مهٔ ۱۹۷۱) دوچرخه‌سوار اهل سوئیس است.
وی در مسابقات کشوری و بین‌المللی در مجموع برندهٔ ۱ مدال برنز شده‌است.